# Emilia, Emilia!
Emilia, Emilia! (1972) är en roman av den svenske författaren Reidar Jönsson.